# Cheah Soon Kit
Cheah Soon Kit (* 9. Januar 1968 in Ipoh) ist ein ehemaliger malaysischer Badmintonspieler.

## Karriere
Cheah Soon Kit gewann mit Yap Kim Hock bei Olympia 1996 Silber. Im Finale verloren sie gegen Rexy Mainaky und Ricky Subagja aus Indonesien mit 15-5, 13-15 und 12-15. Cheah Soon Kit gewann des Weiteren unter anderem die Swedish Open, Malaysia Open, US Open, den Weltcup und die Asienmeisterschaften.

## Sportliche Erfolge
| Jahr | Veranstaltung       | Disziplin    | Platz | Name                             |
| ---- | ------------------- | ------------ | ----- | -------------------------------- |
| 1989 | Thailand Open       | Herrendoppel | 2     | Razif Sidek / Cheah Soon Kit     |
| 1991 | Swedish Open        | Herrendoppel | 1     | Cheah Soon Kit / Beng Kiang Soo  |
| 1991 | Thailand Open       | Herrendoppel | 2     | Cheah Soon Kit / Soo Beng Kiang  |
| 1992 | Weltcup             | Herrendoppel | 1     | Cheah Soon Kit / Soo Beng Kiang  |
| 1992 | US Open             | Herrendoppel | 1     | Cheah Soon Kit / Soo Beng Kiang  |
| 1992 | Malaysia Open       | Herrendoppel | 1     | Cheah Soon Kit / Soo Beng Kiang  |
| 1993 | Dutch Open          | Herrendoppel | 1     | Cheah Soon Kit / Soon Beng Kiang |
| 1993 | Weltmeisterschaft   | Herrendoppel | 2     | Cheah Soon Kit / Soo Beng Kiang  |
| 1994 | Asienspiele         | Herrendoppel | 2     | Cheah Soon Kit / Soo Beng Kiang  |
| 1994 | Weltcup             | Herrendoppel | 1     | Cheah Soon Kit / Soo Beng Kiang  |
| 1995 | Asienmeisterschaft  | Herrendoppel | 1     | Cheah Soon Kit / Yap Kim Hock    |
| 1995 | Weltmeisterschaft   | Herrendoppel | 3     | Cheah Soon Kit / Yap Kim Hock    |
| 1995 | Swiss Open          | Herrendoppel | 3     | Cheah Soon Kit / Yap Kim H       |
| 1995 | Thailand Open       | Herrendoppel | 2     | Cheah Soon Kit / Yap Kim Hock    |
| 1996 | Malaysia Open       | Herrendoppel | 1     | Cheah Soon Kit / Yap Kim Hock    |
| 1996 | All England         | Herrendoppel | 2     | Cheah Soon Kit / Yap Kim Hock    |
| 1997 | Japan Open          | Herrendoppel | 3     | Cheah Soon Kit / Yap Kim Hock    |
| 1997 | All England         | Herrendoppel | 3     | Cheah Soon Kit / Yap Kim Hock    |
| 1997 | Weltmeisterschaft   | Herrendoppel | 2     | Cheah Soon Kit / Yap Kim Hock    |
| 1998 | Dutch Open          | Herrendoppel | 1     | Cheah Soon Kit / Choong Tan Fook |
| 1998 | Japan Open          | Herrendoppel | 1     | Cheah Soon Kit / Yap Kin Hock    |
| 1999 | Hong Kong Open      | Herrendoppel | 1     | Cheah Soon Kit / Yap Kim Hock    |
| 1999 | Asienmeisterschaft  | Herrendoppel | 3     | Cheah Soon Kit / Yap Kim Hock    |
| 1999 | Chinese Taipei Open | Herrendoppel | 2     | Cheah Soon Kit / Choong Tan Fook |
| 2000 | Chinese Taipei Open | Herrendoppel | 2     | Cheah Soon Kit / Yap Kim Hok     |